# 海灣出版公司
海灣出版公司（英語：Gulf Publishing Company）是一家碳氫化合物能源行業的國際出版商和活動企業。在2018年年中，它更名為海灣能源資訊公司。